# 2Pacalypse Now
2Pacalypse Now — дебютный студийный альбом американского рэпера 2Pac, выпущенный 12 ноября 1991 года на лейбле Interscope Records. 2Pacalypse Now является пояснением Тупака по современным социальным вопросам, стоящим перед американским обществом, такими как расизм, жестокость полиции, нищета, чернокожая преступность и подростковая беременность, некоторые вопросы дают лирический взгляд на мир молодого чернокожего человека на городских улицах США. В поддержку альбома было выпущено три сингла: «Brenda's Got a Baby», «Trapped» и «If My Homie Calls».
2Pacalypse Now был сертифицирован золотом американской ассоциацией звукозаписывающих компаний (RIAA) в 1995 году. В ознаменование двадцать пятой годовщины, он был выпущен на виниле и кассете 11 ноября 2016 года.

## Об альбоме
В своём первом сольном альбоме Тупак затрагивает как политические вопросы, так и острые социальные проблемы, такие как расизм, превышение должностных полномочий со стороны полиции, бедность и подростковая беременность. Резкие тексты о плачевной жизни на кварталах гетто многие посчитали неполиткорректными, и даже подверглись жесткой критике со стороны вице-президента США Дэна Куэйла, который призывал запретить альбом. Вслед за этим заявлением, возникает новый скандал, связанный с Рональдом Рэй Говардом, который был казнён за убийство дорожного патрульного Техаса — по утверждению его адвоката, в момент убийства он находился под влиянием альбома 2Pacalypse Now, и его тематики о жестокости полиции, продекламированной в треке «Soulja’s Story».
Тем не менее, это лишь поспособствовало формированию скандальной известности вокруг дебютного альбома ещё никому неизвестного рэп-исполнителя, обеспечивая тому благоприятные продажи, вследствие чего альбом достиг золотой сертификации RIAA, а позже — платиновой. Несмотря на то, что последующие студийные альбомы артиста достигли больших успехов в плане продаж, 2Pacalypse Now был признан каналом MTV классикой своего времени, наряду с другими немногими рэп-альбомами начала 90-х.

## Коммерческий успех
Синглы «Brenda’s Got a Baby» и «Trapped» достигли верхних строчек в чартах Hot R&B/Hip-Hop Singles & Tracks, заняв 11-е и 23-е место соответственно. Сам же альбом сумел занять 13-е место в Billboard Hip-Hop Albums, и 64 место в общем чарте Billboard 200. 19 апреля 1995 года альбом был сертифицирован американской ассоциацией звукозаписывающих компаний (RIAA) как золотой с продажами более 500.000 копий в США. Название альбома является отсылкой на фильм Апокалипсис сегодня.
В 1998 году альбом был переиздан лейблом Amaru Entertainment, созданным матерью Тупака, Афени Шакур, после его смерти. Трек «I Don’t Give a Fuck» вошёл в список песен на радио волне «Radio Los Santos» в игре Grand Theft Auto: San Andreas.

## Список композиций
Все тексты песен и музыкальные композиции написаны Тупаком.
| №   | Название                                                 | Продюсер(ы)                      | Длительность |
| --- | -------------------------------------------------------- | -------------------------------- | ------------ |
| 1.  | «Young Black Male»                                       | Big D The Impossible (D Evans)   | 2:35         |
| 2.  | «Trapped» (featuring Shock G)                            | The Underground Railroad         | 4:44         |
| 3.  | «Soulja's Story»                                         | Big D The Impossible             | 5:05         |
| 4.  | «I Don't Give a Fuck» (featuring Pogo)                   | Pee-Wee (R Gooden)               | 4:20         |
| 5.  | «Violent»                                                | Raw Fusion (R Brooks & D Elliot) | 6:25         |
| 6.  | «Words of Wisdom»                                        | Shock G (G Jacobs)               | 4:54         |
| 7.  | «Something Wicked» (featuring Pee-Wee)                   | Jeremy                           | 2:28         |
| 8.  | «Crooked Ass Nigga» (featuring Stretch)                  | Stretch (R Walker)               | 4:17         |
| 9.  | «If My Homie Calls»                                      | Big D The Impossible             | 4:18         |
| 10. | «Brenda's Got a Baby» (featuring Dave Hollister)         | The Underground Railroad         | 3:55         |
| 11. | «Tha' Lunatic» (featuring Stretch)                       | Shock G                          | 3:29         |
| 12. | «Rebel of the Underground» (featuring Ray Luv & Shock G) | Shock G                          | 3:17         |
| 13. | «Part Time Mutha» (featuring Angelique & Poppi)          | Big D The Impossible             | 5:13         |

## Семплы
«Young Black Male»
- Funkadelic — «Good Old Music»
- War — «Where Was You At»
- Айс Кьюб — «The Product» и «Dead Homiez»
- Ed O.G. & Da Bulldogs — «I Got to Have It»

«Trapped»
- Джеймс Браун — «The Spank»
- Eric B. & Rakim — «My Melody»

«Soulja’s Story»
- Tom Scott и L.A. Express — «Sneakin' in the Back»
- Melvin Bliss — «Synthetic Substitution»
- Билл Уизерс — «Ain’t No Sunshine»
- Айзек Хейз — «No Name Bar»
- The D.O.C. — «Let the Bass Go»

«Violent»
- Home T, Cocoa Tea и Shabba Ranks — «Pirates Theme»
- Geto Boys — «City Under Siege»
- Pink Floyd — «Any Colour You Like»
- Public Enemy — «Rebel Without a Pause»
- John Carpenter — «Halloween Theme Song»

«Words of Wisdom»
- Херби Хэнкок — «Chameleon»

«Something Wicked»
- Public Enemy — «Welcome to the Terrordome»

«Crooked Ass Nigga»
- Idris Muhammad — «Crab Apple»
- N.W.A — «Gangsta Gangsta» и «Fuck tha Police»

«If My Homie Calls»
- Dyke & the Blazers — «Let a Woman Be a Woman — Let a Man Be a Man»
- Херби Хэнкок — «Fat Mama»
- The Soul Children — «I Don’t Know What This World Is Coming To»
- LL Cool J — «Around the Way Girl»
- N.W.A — «Prelude»

«The Lunatic»
- Parliament — «One of Those Funky Thangs»

«Rebel of the Underground»
- The Honey Drippers — «Impeach the President»
- Bootsy Collins — «The Pinocchio Theory»

«Part Time Mutha»
- Стиви Уандер feat. Лютер Вандросс — «Part-Time Lover»
- Melvin Bliss — «Synthetic Substitution»
- Boogie Down Productions — «Part Time Suckers»

## Чарты

### Недельные чарты
| Чарты (1992)               | Максимальная позиция |
| -------------------------- | -------------------- |
| США Billboard 200          | 64                   |
| США Top R&B/Hip-Hop Albums | 13                   |

## Сертификации
| Регион | Сертификация | Продажи   |
| --- | ------------ | --------- |
| США (RIAA) | Платиновый   | 1,000,000 |
| * Данные о продажах приведены только на основе сертификации. ^ Данные о тиражах приведены только на основе сертификации. |              |           |